# Barri de la Mercè
|  | Per a altres significats, vegeu «la Mercè (les Corts)». |

La Mercè o barri de Mar és un dels nuclis que formen el barri Gòtic de la ciutat de Barcelona que s'estén entre el barri de la Ribera i la Rambla.
Des dels seus orígens fou un dels focus principals de residència aristocràtica de la ciutat. El nom li ve per la parròquia de la Mercè, antiga església del convent del mateix nom. L'església data del 1765 i el convent (actual Capitania General) del 1650 aproximadament. Cal destacar l'escultura de la Mare de Déu de la Mercè del segle xiv, patrona de la ciutat des del segle xvii.
El carrer Ample és l'eix vertebrador de la barriada i alhora és el carrer on es construïren la majoria de casalots i palaus del barri. Entre ells destacaren el de l'arquebisbe de Tarragona (on s'hostatjà Carles I) i el Palau dels Comtes de Santa Coloma. Actualment podem contemplar com a exemple el Palau Sessa-Larrard, un magnífic exemple de palau rococó barceloní.